# Germaine Masour
Germaine Masour (épouse Ratner) dite Jenny Masour-Ratner (29 décembre 1895, Odessa, Empire russe, actuellement Ukraine-25 novembre 1983, 16e arrondissement de Paris) est une juive française d'origine russe, résistante, œuvrant avec l'Œuvre de secours aux enfants (OSE) et le Réseau Garel, sous le nom de Germaine Dessonaz. Elle consacre vingt ans à l'OSE, de 1941 à 1961.

## Biographie
Euguénia (Eugénie, Jenny) (Germaine) Masour est née le 29 décembre 1895 à Odessa, dans l'Empire russe, actuellement en Ukraine.
De 1905 à 1910, Jenny Masour et sa sœur aînée font leurs études secondaires dans un internat pour jeunes filles à Wroclaw, en Basse-Silésie, en Pologne.
En 1912, avec sa mère et sa sœur, Jenny Masour vient à Paris, pour améliorer son Français. Elles habitent Montmartre.